# بيت شراق، بلاد الروس

تعديل مصدري - تعديل

بيت شراق هي إحدى قرى مديرية بلاد الروس التابعة لمحافظة صنعاء اليمنية، بلغ تعداد سكانها 120 نسمة حسب أحصائيات عام 2004.